# Skobøl
Skobøl (på tysk Schobüll og på nordfrisisk Schööbel) i Skobøl Sogn (Sønder Gøs Herred) er en bydel i Husum med cirka 1.600 indbyggere og et areal på 7,8 km2[kilde mangler]. På dansk findes også den ældre form Skovbøl. Skobøl er den eneste kystafsnit i Vestslesvig eller Nordfrisland, hvor gesten støder til Vesterhavet. Byen behøves derfor ikke at være beskyttet af diger. Ellers er den nordfrisiske kyst præget af vidstrakt marskland. Byen er anerkendt kursted og med det cirka 31 meter høje Skobøl Bjerg en af de højeste punkter ved vestkysten. 
Byen var en selvstændig kommune indtil januar 2007, da den blev en del af Husum. Med til kommunen hørte også Halebøl (Halebüll) i nord og Hokkensbøl (Hockensbüll) og Lund i syd. Husum midtby ligger cirka fire kilometer syd for Skobøl. 
Skobøl blev allerede nævnt i 1200. Skovområderne, som gav byen dens navn, blev efterhånden ryddet. Men i begyndelsen af 1900-tallet blev der plantet ny skov på østsiden af byen. Skobøl Skov er nu en lille naturskov, hvor døde træer får lov at blive. 
Skobøl Kirke blev første gang omtalt i 1240. Ifølge legenden blev kirken bygget af tre jomfruer. Kirken kaldes også for den lille kirke ved havet (på tysk Kirchlein am Meer eller på latinsk ecclesila sub mare). Den på det 31 meter høje Skobøl Bjerg beliggende kirke fungerede før som sømærke for sejlere på Husum Bugt. Kirken er opført dels i kvadersten og dels i mursten. Kirkens lille tårn er fra 1785. Det nuværende tårn afløste et ældre og højere udgave, som styrtede sammen i 1780. Af kirkens inventar kan nævnes et skrinalter fra 1300, en prædikestol af udskåret egetræ i barok stil fra 1735, en døbefont i sengotisk stil samt en fint udskåret dåbshimmel over døbefonten og en tørklædeholder ved siden af. Orglet er fra 2002.
Bornschool er navnet på grundskolen i Skobøl; skolen er en offentlig tysk skole, hvor cirka 100 elever undervises fra første til fjerde klasse. Udover dette har Skobøl også sin egen børnehave. 